# Голубівка (селище)
Голубі́вка (в минулому — Комісарівка) — селище в Україні, у Алчевській міській громаді, Алчевського району Луганської області. Знаходиться на тимчасово окупованій території України.

## Історія
За даними на 1859 рік у власницькому селі Голубівка Слов'яносербського повіту Катеринославської губернії мешкало 642 особи (310 чоловіків та 332 жінки), налічувалось 117 дворових господарств.
Станом на 1886 рік у колишньому власницькому селі Комісарівка (Голубівка) Оленівської волості, мешкало 415 осіб, налічувалось 64 двори, існувала лавка.
На початок 1908 рік населення зросло до 620 осіб (324 чоловічої статі та 296 — жіночої), 104 дворових господарства.
Селище постраждало внаслідок геноциду українського народу, вчиненого урядом СССР у 1932—1933 роках, кількість встановлених жертв — 37 людей.
12 червня 2020 року, відповідно до Розпорядження Кабінету Міністрів України  № 717-р «Про визначення адміністративних центрів та затвердження територій територіальних громад Луганської області», увійшло до складу Алчевської міської громади.
17 липня 2020 року, в результаті адміністративно-територіальної реформи та ліквідації Перевальського району увійшло до складу Алчевського району.
19 вересня 2024 року Верховна Рада підтримала перейменування селища Комісарівка на Голубівка. 26 вересня 2024 року перейменування набуло чинності.

## Новітня історія
28 серпня 2014-го біля Голубівки військовики зробили коридор для вивезення поранених бійців Нацгвардії. Події розвивалися відповідно до складеного плану, однак в останню мить терористи почали обстріл з гранатометів. Сержант Олег Школьний йшов останнім, прикриваючи групу, смертельно поранений осколком у голову. Співслужбовці солдата 42-го БТРО Ігоря Кузіна бачили, як він загинув у бою — в нього влучила міна, потім загорівся боєкомплект.

## Населення

### Мова
Розподіл населення за рідною мовою за даними перепису 2001 року:
| Мова       | Кількість | Відсоток |
| ---------- | --------- | -------- |
| російська  | 1407      | 56.15%   |
| українська | 1087      | 43.37%   |
| білоруська | 5         | 0.20%    |
| румунська  | 3         | 0.12%    |
| вірменська | 2         | 0.08%    |
| польська   | 1         | 0.04%    |
| болгарська | 1         | 0.04%    |
| Усього     | 2506      | 100%     |

## Постаті
- Довгаль Анатолій Олександрович (1959—2017) — старший сержант Збройних сил України, учасник російсько-української війни.